# Microtus majori
Microtus majori е вид бозайник от семейство Хомякови (Cricetidae).

## Разпространение
Видът е разпространен в Азербайджан, Армения, Грузия, Иран, Русия и Турция.